# Yūki Kudō
Yūki Kudō ou Youki Kudoh (工藤 夕貴, Kudō Yūki), née le 17 janvier 1971 à Hachiōji, est une actrice, productrice, ex-chanteuse, idole japonaise dans les années 1980.

## Biographie
Yūki Kudō débute en 1983 à 12 ans en tant qu'idol, en tournant des publicités (notamment sa première, une parodie du film adapté de la Traversée du temps pour une marque de rāmen). Elle commence une carrière de chanteuse en 1984 et sort sept albums au Japon, jusqu'en 1995. Elle interprète de nombreux titres de son premier film, Gyakufunsha kazoku (The Crazy Family). Outre le cinéma, elle figure dans divers téléfilms et de nombreuses publicités. Parlant couramment anglais et français, elle commence sa carrière internationale avec Mystery Train de Jim Jarmusch. Après d'autres films indépendants comme Picture Bride et le thriller australien Heaven's Burning, elle décroche le rôle féminin principal de La neige tombait sur les cèdres l'adaptation par Scott Hicks en 1999 du best-seller de David Guterson. En 2000, elle prête aussi sa voix à l'anime Blood: The Last Vampire. Dans cette même période elle pose pour la photographe Doane Gregory qui lui consacre entièrement un album qui fait sensation au Japon par ses nombreux nus. 
N'ayant pu décrocher le premier rôle dans la distribution de Mémoires d'une Geisha, elle y interprète néanmoins un personnage de second plan, Pumpkin. Continuant les seconds rôles pour les grosses productions américaines, elle accepte Rush Hour 3. Elle interprète le Dr Kujo dans L : Change the WorLd, spin-off cinématographique du manga Death Note. Avec The Limits of Control, elle retrouve Jim Jarmusch.

## Vie privée
Yūki Kudō est la fille de Hachirō Isawa, un célèbre chanteur d'enka, un style de chant traditionnel au Japon.
En 2005, Yūki Kudō s'éloigne quelque peu des plateaux et rentre au Japon pour se consacrer à des travaux agricoles.
Elle détient une licence de plongée sous-marine, sport dont elle est passionnée.

## Récompenses
- Prix du meilleur espoir féminin au Festival du film de Yokohama
- Blue Ribbon Award et Hochi Film Award de la meilleure actrice pour Sensô to seishun

## Filmographie

### Comme actrice
- 1984 : The Crazy Family (逆噴射家族, Gyakufunsha kazoku?) de Sogo Ishii : Erika Kobayashi
- 1985 : Typhoon Club (台風クラブ, Taifū kurabu?) de Shinji Sōmai : Rie Takami
- 1985 : Shukuji (祝辞祝?) de Tomio Kuriyama (ja) : Fusae Saotome
- 1987 : Honba jiyoshikō manyuaru: Hatsukoi binetsu-hen (本場ぢょしこうマニュアル 初恋微熱篇?) de Shin'ichi Nakada (ja) : Michiko Sawaki
- 1988 : Hanazono no meikyu (花園の迷宮?) de Shun'ya Itō : Fuyumi
- 1988 : Aoi sanmyaku '88 (青い山脈 ’８８?) de Kōichi Saitō : Shinko Terazawa
- 1989 : Mystery Train de Jim Jarmusch : Mitsuko
- 1991 : Guerre et Jeunesse (戦争と青春, Sensō to seishun?) de Tadashi Imai : Yukari Hanafusa/Sakiko
- 1994 : Picture Bride de Kayo Hatta (en) : Riyo
- 1997 : Heaven's Burning de Craig Lahiff (en) : Midori
- 1999 : La neige tombait sur les cèdres (Snow falling on cedars) de Scott Hicks : Hatsue Miyamoto
- 2000 : Blood: The Last Vampire de Hiroyuki Kitakubo : Saya (doublage)
- 2003 : Kaze no jūtan (風の絨毯?) de Kamal Tabrizi : Kinue Nagai
- 2005 : Mémoires d'une geisha (Memoirs of a Geisha) de Rob Marshall : O-Kabo ou Pumpkin, la sœur d'Hatsumomo
- 2006 : Saga no gabai-baachan : la mère
- 2007 : Rush Hour 3 de Brett Ratner : Dragon Lady
- 2008 : L : Change the World de Hideo Nakata : Dr. Kujo
- 2008 : Haru yo koi (春よこい?) de Kenki Saegusa (ja) : Yoshie
- 2009 : The Limits of Control de Jim Jarmusch
- 2010 : Zatōichi: The Last (座頭市 THE LAST?) de Junji Sakamoto
- 2012 : Karakara de Claude Gagnon
- 2013 : Ringo nōka no shōjo (りんごのうかの少女?) de Satoko Yokohama (ja) : Mayumi
- 2015 : Kono kuni no sora (この国の空?) de Haruhiko Arai (ja)
- 2015 : Haiyū Kameoka Takuji (俳優 亀岡拓次?) de Satoko Yokohama (ja) : Fujii
- 2018 : Ao no kaerimichi (青の帰り道?) de Michihito Fujii (ja) : Saeko
- 2019 : We Are Little Zombies de Makoto Nagahisa (ja) : Rie Ôta
- 2019 : The Brighton Miracle de Max Mannix : Nellie Jones

### Comme productrice
- 2003 : Kaze no jūtan (風の絨毯?) de Kamal Tabrizi

### À la télévision
- 1986 : Oya ni wa naisho de...
- 2001 : The Chronicle (épisode "Here There Be Dragons") : Mina Shen
- 2002 : Undeclared (épisode "Hal and Hillary") : Kikuki
- 2006 : Les Maîtres de l'horreur (Masters of Horror) (épisode "La Maison des sévices") : The Woman
- 2014 : Tôkyô ga senjô ni natta hi (téléfilm) : Norio's mother
- 2015 : Tôkyô ga senjô ni natta hi (série) : Norio's mother
- 2016 : Yamaonna nikki (série)
- 2017 : Yamaonna Nikki - Yama fes ni ikô (téléfilm)
- 2017 : Yamaonna Nikki - Alps no Jô'oh (téléfilm)
- 2020 : Gal to Kyouryuu (série) : Senpai
- 2021 : Kikazaru Koi ni wa Riyuu ga Atte (mini-série) : Sumire Mashiba

## Jeu vidéo (voix)
- 2005 : Red Ninja: End of Honor : Kurenai

## Discographie

### Albums
- Sensation　（1985）
- Only You　（1985)
- Strawberry Town　（1986）
- Memories　（1986）
- Surprise （1989）
- Cosmopolitan　（1991）
- Actress～Screen Music Collection～　（1994）
- Picture Bride～Reggae in Hawaii～　（1995）

### Singles
- 野生時代　（1984.12.20）
- ヒロイン　（1985.04.05）
- ときめき Fall in you　（1985.07.21）
- シンデレラ・リバティもへっちゃら　（1985.11.21）
- し・あ・わ・せ カーニバル　（1986.02.21）
- 微笑むあなたに会いたい　（1986.08.21）
- ガールフレンド　（1986.11.21）
- 君のハートにタッチ　（1987.03.21）
- ちょっとだけくずしたい　（1989.06.21）
- 硝子の舟 Mon mec à moi　（1989.12.16）
- 夢が叶う　（1990.12.05）
- 昭和　（1991.09.21）
- さよならサンバ　（1993.01.21）
- 旅立ちの唄　（1993.05.01）
- 想い出はエメラルド　（1994.01.10）
- Maybe tonight　（1995.03.01）